# Ischnocnema
Ischnocnema är ett släkte av groddjur. Ischnocnema ingår i familjen Brachycephalidae.

## Dottertaxa tillIschnocnema, i alfabetisk ordning[1]
- Ischnocnema bilineata
- Ischnocnema bolbodactyla
- Ischnocnema epipeda
- Ischnocnema erythromera
- Ischnocnema gehrti
- Ischnocnema gualteri
- Ischnocnema guentheri
- Ischnocnema henselii
- Ischnocnema hoehnei
- Ischnocnema holti
- Ischnocnema izecksohni
- Ischnocnema juipoca
- Ischnocnema lactea
- Ischnocnema manezinho
- Ischnocnema nasuta
- Ischnocnema nigriventris
- Ischnocnema octavioi
- Ischnocnema oea
- Ischnocnema paranaensis
- Ischnocnema parva
- Ischnocnema paulodutrai
- Ischnocnema penaxavantinho
- Ischnocnema pusilla
- Ischnocnema ramagii
- Ischnocnema randorum
- Ischnocnema sambaqui
- Ischnocnema spanios
- Ischnocnema venancioi
- Ischnocnema verrucosa
- Ischnocnema vinhai